# Rajd Valais 2010
Rajd Valais 2010 (51. Rallye International du Valais) – 51 edycja rajdu samochodowego Rajd Valais rozgrywanego we Szwajcarii. Rozgrywany był od 28 do 30 października 2010 roku. Była to jedenasta runda Rajdowych Mistrzostw Europy w roku 2010 oraz szósta runda Rajdowych Mistrzostw Szwajcarii. Składał się z 18 odcinków specjalnych.

## Klasyfikacja rajdu
| Miejsce                | Kierowca               | Pilot                    | Samochód                       | Czas                   | Strata                 |
| Klasyfikacja generalna | Klasyfikacja generalna | Klasyfikacja generalna   | Klasyfikacja generalna         | Klasyfikacja generalna | Klasyfikacja generalna |
| ---------------------- | ---------------------- | ------------------------ | ------------------------------ | ---------------------- | ---------------------- |
| 1.                     | Luca Rossetti          | Matteo Chiarcossi        | Fiat Abarth Grande Punto S2000 | 3:07:02.0              | 0.0                    |
| 2.                     | Florian Gonon          | Sandra Arlettaz-Schmidly | Subaru Impreza STi N12         | 3:08:38.3              | +1:36.3                |
| 3.                     | Thierry Neuville       | Nicolas Klinger          | Citroën DS3 R3T                | 3:12:17.0              | +5:15.0                |
| 4.                     | Gregoire Hotz          | Pietro Ravasi            | Peugeot 207 S2000              | 3:13:07.1              | +6:05.1                |
| 5.                     | Andrea Crugnola        | Giulio Turati            | Renault Clio R3                | 3:14:24.2              | +7:22.2                |
| 6.                     | Oliver Gillet          | Luc Santonocito          | Renault Clio S1600             | 3:14:25.3              | +7:23.3                |
| 7.                     | Matteo Gamba           | Emanuele Inglesi         | Renault Clio R3                | 3:15:24.2              | +8:22.2                |
| 8.                     | Jean-Philippe Radoux   | Jean-Nöel Gregoire       | Mitsubishi Lancer Evo IX       | 3:16:52.1              | +9:50.1                |
| 9.                     | Antonín Tlusťák        | Jan Škaloud              | Škoda Fabia S2000              | 3:17:28.9              | +10:26.9               |
| 10.                    | Pierre Campana         | Sabrina de Castelli      | Renault Clio R3                | 3:17:40.5              | +10:38.5               |
| ERC                    |                        |                          |                                |                        |                        |
| 1.                     | Luca Rossetti          | Matteo Chiarcossi        | Fiat Abarth Grande Punto S2000 | 3:07:02.0              | 0.0                    |
| 2. (7.)                | Matteo Gamba           | Emanuele Inglesi         | Renault Clio R3                | 3:15:24.2              | +8:22.2                |
| 3. (9.)                | Antonín Tlusťák        | Jan Škaloud              | Škoda Fabia S2000              | 3:17:28.9              | +10:26.9               |